# سياو (جزيرة)

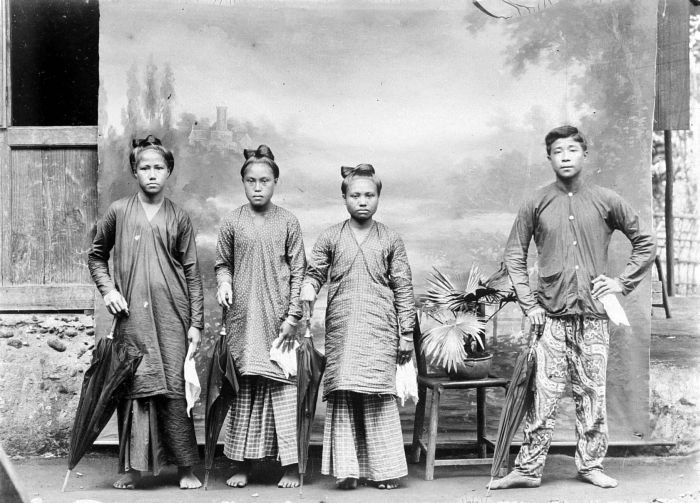
سكان جزيرة سياو يرتدون الملابس التقليدية

تقع جزيرة سياو ضمن مقاطعة سولاوسي الشمالية في إندونيسيا، وتقع ضمن أرخبيل جزر سينغيه، وتبعد حوالي 130 كيلومترا (81 ميل) قبالة الطرف الشمالي لجزيرة سولاوسي في بحر سيليبس.
الجزء الشمالي من الجزيرة يشكل البركان المعروف باسم كارانغيتانغ (قمة سياو)، الذي يعد واحداً من البراكين الأكثر نشاطا في إندونيسيا.
يبلغ سكان الجزيرة حوالي 50000 نسمة.